# Montbéliardot
Montbéliardot település Franciaországban, Doubs megyében. Lakosainak száma 113 fő (2022. január 1.). Montbéliardot Plaimbois-du-Miroir, Mont-de-Laval, Le Luhier és Bonnétage községekkel határos.

## Népesség
A település népességének változása:
| Lakosok száma | 81   | 46   | 55   | 85   | 113  | 114  | 114  | 113  | 113  | 113  |
|               | 1968 | 1982 | 1990 | 2006 | 2013 | 2015 | 2017 | 2019 | 2020 | 2022 |